# Joeropsis palliseri
Joeropsis palliseri là một loài chân đều trong họ Joeropsididae. Loài này được Hurley miêu tả khoa học năm 1957.